# 君曲
君曲（藏語：ཨར་ཨུན་ཆུ།，威利转写：ar un chu，THL：Arün Chu）位于中华人民共和国治多县中南部索加乡境内，是莫曲右岸支流。发源于莫格改多龙仁沟，源头高程约4980米，蜿蜒西北流，汇入莫曲，汇口高程约4410米。全长101.4千米，流域面积1608平方千米。流域内多沼泽，人烟稀少。部分河段属于季节性河段。